# الهيئة العالمية للعلماء المسلمين
الهيئة العالمية للعلماء المسلمين هي إحدى هيئات رابطة العالم الإسلامي ذات شخصية اعتبارية مستقلة .

## نشأتها
نشأت تنفيذا لقرار المؤتمر الإسلامي العام الرابع الذي عقد في مكة المكرمة عام 1423 هـ ، تضم نخبة متميزة من علماء المسلمين من مختلف البلاد ، تعمل على توحيد كلمة علماء الأمة وتعزيز مكانتهم ، وتحقيق أهدافها العليا.

## أهداف الهيئة
1. توحيد مواقف علماء الأمة في القضايا الإسلامية والدولية الكبيرة.
2. الحفاظ على الهوية الإسلامية للأمة وتعزيز مكانتها في العالم وتحقيق وحدتها.
3. تعزيز مكانة العلماء وبيان واجباتهم وحقوقهم والدفاع عنهم ومناصرتهم وتوثيق الروابط بينهم.
4. توجيه المجتمعات إلى الحلول الشرعية لمشكلاتهم.
5. حل النزاعات القائمة بين المسلمين.
6. مواجهة التيارات المنحرفة والمواقف المعادية للإسلام.
7. الدفاع عن قضايا الإسلام والمسلمين وما يهدد مجتمعاتهم وهويتهم الدينية.

## بنيتها التنظيمية
تبنى الهيئة على مكونات تنظيمية هي:
1. المؤتمر العام.
2. مجلس الإدارة.
3. الأمانة العامة.
4. اللجنة التنفيذية.
5. الأعضاء.

### المؤتمر العام
يتألف المؤتمر العام من الشخصيات الحقيقية، و الاعتبارية الآتية:
1- سماحة المفتي العام للمملكة العربية السعودية؛ رئيساً.
2- ممثلو الجمعيات والمؤسسات والهيئات وروابط العلماء.
3- بقية الاعضاء.

### مجلس إدارة الهيئة
1- رئيس مجلس الإدارة.
2- أمين عام الهيئة.
3- خمسة عشر عضواً يعينون بقرار من المؤتمر العام.

### الأمانة العامة
1- أمين عام الهيئة.
2- مدراء الإدارات التنفيذية للهيئة.
3- المستشارون.
4- الموظفون.

### اللجنة التنفيذية
1- أمين عام الهيئة، رئيساً.
2- خمسة أعضاء يعينون بقرار من مجلس الإدارة.

## اعضائها
يعتبر عضواً في الهيئة العالمية للعلماء المسلمين ؛ كل من يعين فيها من قبل المؤتمر العام. ويتعهد بما يأتي :
1- حضور الاجتماعات الدورية للمؤتمر العام.
2- التقيد بنظام الهيئة ولوائحها.
3- دعم الهيئة.

## أهم إنجازاتها
1- عقد المؤتمرات التالية:
- (وحدة الأمة الإسلامية) في مكة المكرمة.
- (السابقون الأولون ومكانتهم لدى المسلمين) ثلاثة مؤتمرات عقدتها في دولة الكويت الشقيقة.
2- شاركت في عدة مؤتمرات وهي :
- (الوطن والمواطنة في ميزان الشريعة) في البحرين.
- (الربانيون ورثة النبوة وعظم المسؤولية) في اليمن.
- (مؤتمر علماء الأمة) في السنغال.
- (الصحابة رضي الله عنهم أولياء الرحمن وحملة لواء خدمة الإنسان) في الهند.
- (مؤتمر العلماء والدعاة لعموم الهند) في الهند.
- (مؤتمر الأمة الإسلامية لنصرة الشعب السوري) في تركيا.
3- إقامة ندوات ومحاضرات مختلفة في أماكن عديدة.
4- عقد الملتقى الأول للعلماء المسلمين في موسم الحج الماضي بعنوان (نحو تواصل فعّال بين علماء الأمة) بمكة المكرمة بجامع الراجحي.
5- إصدار العهد الإسلامي للعمل المشترك. (المنشور في هذا التعريف).
6- إعداد المرحلة الأولى للخطة الإستراتجية للهيئة.
7- زيارات لتفقد أحوال المسلمين والجمعيات الإسلامية في بعض الدول.
8- زيارة مخيمات اللاجئين السوريين في تركيا والتعاون مع الهيئات التابعة للرابطة في إغاثة اللاجئين.
9- إنشاء موقع للهيئة على الشبكة ألعنكبوتيه.
10- إصدار بيانات في قضايا متعددة.

## من مشروعات الهيئة
1- إعداد دراسات علمية حول القضايا الإسلامية المهمة.
2- إعداد مشروع الأصول الجامعة للأمة الإسلامية.
3- عقد ندوات ومؤتمرات عالمية متخصصة لإبراز مواقف العلماء حول القضايا التي تهم الأمة الإسلامية وتعالج مشكلاتها.
4- إصدار مجلة محكمة باسم الهيئة.
5- إعداد برامج إعلامية تبث وتنشر عن طريق وسائل الإعلام المرئية والمسموعة والمقر الرئيسيوءة بلغة مختلفة.
6- الاهتمام بشباب الأمة ووضع البرامج العلمية لتعليمهم وتثقيفهم.
7- إعداد دليل شامل لأهم الشخصيات العلمية والفكرية في الأمة الإسلامية.

## المصدر
- الموقع الرسمي للهيئة العالمية للعلماء المسلمين